# Gwangyang
Gwangyang és una ciutat de la província de Jeollanam-do, a Corea del Sud. La ciutat és seu dels Chunnam Dragons, equip de futbol de la lliga coreana. La ciutat té una població de 138.012 habitants aproximadament.

## Geografia
Gwangyang es localitza geogràficament entre els 127° 35′ 00″ E i els 34° 54′ 10″ N. La superfície que ocupa la ciutat és de 446.08 km².